# Tegal Suruh
Tegal Suruh is een bestuurslaag in het regentschap Pekalongan van de provincie Midden-Java, Indonesië. Tegal Suruh telt 3463 inwoners (volkstelling 2010).